# 1454 w literaturze
Wydarzenia literackie w 1454 roku.

## Urodzili się
- 14 lipca – Angelo Poliziano, włoski poeta

## Zmarli
- data nieznana - Juan Alfonso de Baena, hiszpański poeta (ur. 1406)